# كريغ فينتر
كريغ فينتر (بالإنجليزية: Craig Venter)‏ (ولد في 14 أكتوبر 1946، سولت ليك) هو عالم أحياء أمريكي ورجل أعمال. فينتر أسس معهد أبحاث الجينوم وشارك في تخطيط الجينوم البشري. صنفته مجلة تايم من بين الأشخاص المئة الأكثر تأثيرا في العالم في عامي 2007 و2008.

## مسيرته المهنية
بعد أن عَمِل كأستاذ مشارك، ومن ثم كأستاذ جامعي كامل في جامعة بوفالو، انضم فينتر إلى معاهد الصحة الوطنية الأمريكية عام 1984.

### نزاع (إي إس تي)
في عمله كأحد موظفي معهد الصحة الوطني، تعلَّم فينتر كيفية التعرف على الحمض النووي الريبوزي رسول (إم آر إن إيه) وبدأ في معرفة المزيد عن عمل تلك الأحماض في الدماغ البشري. تدعى الأجزاء القصيرة من تسلسل الدنا المتمم والتي كان مهتمًا بها: «تسلسل وسم معبر عنه أو (إي إس تي)». قرَّر فينتر بالتعاون مع مكتب (إن آي إتش) لنقل التكنولوجيا، نشر مشروع (إي إس تي) التي اكتشفها آخرون في محاولة للحصول على براءة اختراع بيولوجية استنادًا إلى دراسات (إم آر إن إيه) في الدماغ البشري. عندما كشف فينتر عن هذه الاستراتيجية أثناء جلسة استماع للكونغرس، اندلعت عاصفة من الجدال. وتوقفت معاهد الصحة الوطنية في وقت لاحق عن العملية وتخلَّت عن طلبات براءات الاختراع التي تقدمت بها، بعد احتجاج شعبي كبير.

### مشروع الجينوم البشري
كان فينتر متحمسًا لفكرة قوة الجينوم لتحويل الرعاية الصحية جذريًا. إذ يعتقد أن التسلسل الرمزي العشوائي هو أسرع الطرق وأكثرها فعالية للحصول على بيانات مفيدة للجينوم البشري. وقد رفض مشروع الجينوم البشري هذه الطريقة، لأن بعض علماء الوراثة شعروا بأنها لن تكون دقيقة بما فيه الكفاية للجينوم المُعقَّد الخص بالبشر، وسوف يكون الأمر أكثر صعوبة من الناحية اللوجستية، وأن تكلفته سوف تكون أعظم بكثير.
نظر فينتر إلى بطء وتيرة التقدم في مشروع الجينوم البشري باعتباره فرصة لمواصلة اهتمامه للحصول على براءة اختراع، لذا فقد سعى للحصول على التمويل من القطاع الخاص لإنشاء شركة سيليرا. خططت الشركة لحصد أرباحها من خلال صنع بيانات الجينوم يمكن للمستخدمين الاشتراك فيها مقابل رسوم معينة. وبالتالي فإن الهدف يفرض ضغوطًا على برنامج الجينوم العام وحثّ العديد من المجموعات على مضاعفة جهودها لإنتاج التسلسل الكامل. وقد فاز عمل فينتر وأكسبه شهرة واسعة بينما تقاسم هو وفريقه في شركة سيليرا التمويل لدعم مشروع تسلسل الجينوم البشري إلى جانب المشروع المُمَّول من القطاع العام.
في عام 2000، أعلن كل من فينتر وفرانسيس كولينز من معاهد الصحة الوطنية ومشروع الجينوم العام الأمريكي بالإعلان المشترك عن رسم خريطة الجينوم البشري، قبل ثلاث سنوات كاملة من النهاية المتوقعة لبرنامج الجينوم العام. وقد تم الإعلان بحضور الرئيس الأمريكي بيل كلينتون ورئيس الوزراء البريطاني توني بلير. تقاسم فينتر وكولينز جائزة «السيرة الذاتية» من شبكة إيه آند إيه. في 15 فبراير عام 2001، نشرت جمعية مشروع الجينوم البشري موضوع أول نوع جينات بشرية في نيتشر، وأعقب ذلك بعد يوم واحد، نشرت شركة سيليرا موضوعها عن ذات المشروع. على الرغم من بعض المزاعم بأن التسلسل الرمزي العشوائي كان في بعض النواحي أقل دقة من طريقة الاستنساخ التي اختارها مشروع الجينوم البشري، أصبحت هذه الطريقة مقبولة على نطاق واسع من قِبَل المجتمع العلمي.
وفقًا لما ورد في سيرته الذاتية، أقالت شركة سيليرا فينتر في أوائل عام 2002. وقد فُصِل فينتر بسبب خلاف جرى بينه وبين المستثمر الرئيسي، توني وايت، ومنعه على وجه التحديد من حضور حفل البيت الأبيض للاحتفال بتحقيق إنجاز تسلسل الجينوم البشري.

## الكتب المنشورة
ألَّف فينتر كتابين، الأول: سيرة ذاتية تحت عنوان حياة غير مُشفرة. وأما الكتاب الثاني كان تحت عنوان الحياة في سرعة الضوء، والذي أعلن فيه عن نظريته بأن هذا هو الجيل الذي يبدو أنه يعيش في نوع من التلاحم بين مجالين مختلفين من العلوم من خلال برمجة الكمبيوتر والبرمجة الوراثية عن طريق تسلسل الحمض النووي. تم الإشادة به لموقفه من هذا من قِبَل ريموند كرزويل.

## روابط خارجية
- كريغ فينتر على موقع الموسوعة البريطانية (الإنجليزية)
- كريغ فينتر على موقع مونزينجر (الألمانية)
- كريغ فينتر على موقع إن إن دي بي (الإنجليزية)